# Galba dei Suessioni
Galba (... – post 57 a.C.) è stato un principe e condottiero gallo, re dei Suessioni, popolo stanziato nella Gallia Belgica, nel cui comando succedette a Diviziaco.
Viene menzionato da Cesare nei suoi commentarii. A lui, definito da Cesare giusto e saggio, venne offerto nel 57 a.C. il comando delle tribù belgiche coalizzatesi per contrastare gli invasori Romani e il cui esercito si era riunito in un unico luogo.

## La rivolta delle tribù belgiche
Cesare, proveniente dalla Gallia cisalpina per sedare la rivolta, fu informato dai suoi alleati Remi, che la coalizione comprendeva tutte le tribù della Gallia Belgica (a cui si erano unite alcune tribù germaniche), con la sola esclusione dei Remi, che offrirono invece ostaggi e vettovaglie per l'esercito romano.
Cesare fornisce un elenco dettagliato dei popoli che presero parte all'alleanza, per un totale di 306.000 armati. Essi appartenevano al popolo dei Bellovaci (con 60.000 armati), Suessioni (50.000 armati), Nervi (50.000), Atrebati (15.000), Ambiani (10.000), Morini (25.000), Menapi (7.000), Caleti (10.000), Veliocassi (10.000), Viromandui (10.000), Atuatuci (19.000), oltre a 40.000 Germani. Tra le popolazioni germaniche sono menzionati i Condrusi, gli Eburoni, i Ceresi ed i Pemani.

## La battaglia del fiume Aisne

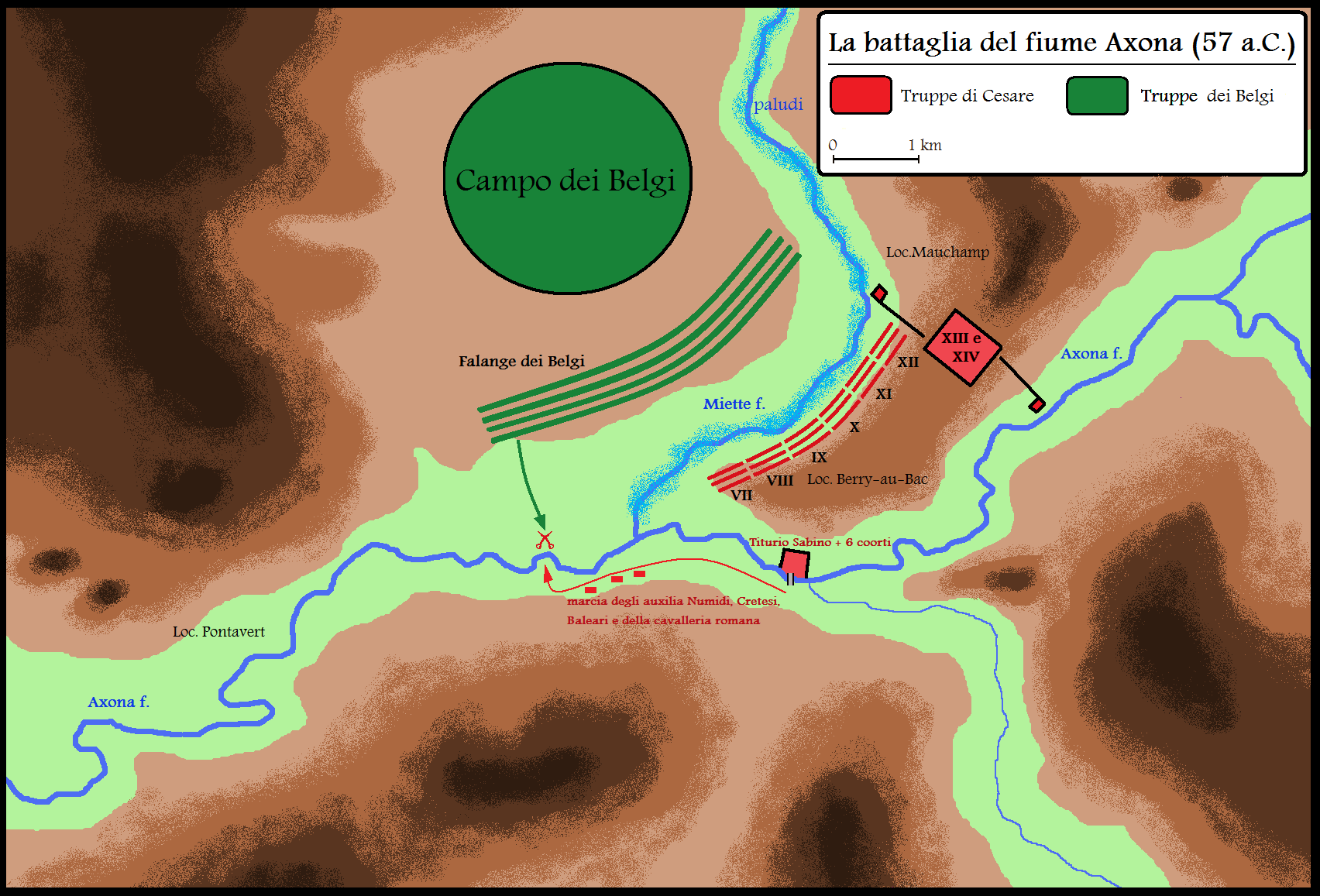
La battaglia presso il fiume Axona tra Gaio Giulio Cesare ed i Belgi nel 57 a.C.

Cesare, con 15 giorni di marcia ininterrotta e dopo avere rifocillato l'esercito nelle terre degli alleati Remi, si accampò a nord del fiume Aisne (affluente dell'Oise).
Lo scontro tra i due eserciti avvenne quando i Belgi tentarono di guadare il fiume e si concluse con la vittoria dei Romani che fecero strage degli avversari.

## La resa a Cesare
Il giorno seguente, Cesare, prima che i nemici si riprendessero dal terrore suscitato dalla recente strage, si spostò nelle terre dei Suessioni e cinse d'assedio il loro principale oppidum, Noviodunum (presso le odierne Soissons e Pommiers). 
Galba, spaventato dalle imponenti opere d'assedio poste in opera in così breve tempo, offrì la resa del suo popolo. La capitolazione, favorita anche dall'intercessione dei vicini Remi, fu suggellata dalla consegna di ostaggi (tra cui due figli dello stesso re Galba) e di tutte le armi che detenevano nella loro capitale.